# Atarba millaamillaa
Atarba millaamillaa là một loài ruồi trong họ Limoniidae. Chúng phân bố ở miền Australasia.